# Galeazzo Marescotti
Galeazzo kardinal Marescotti, italijanski rimskokatoliški duhovnik, škof in kardinal, * 1. oktober 1627, Vignanello, † 3. julij 1726.

## Življenjepis
29. septembra 1662 je prejel duhovniško posvečenje.
27. februarja 1668 je bil imenovan za apostolskega nadškofa Korinta in 10. marca istega leta za apostolskega nuncija na Poljskem. 13. avgusta 1670 je bil imenovan še za apostolskega nuncija v Španiji.
27. maja 1675 je bil povzdignjen v kardinala.
23. marca 1676 je bil ustoličen kot kardinal-duhovnik S. Bernardo alle Terme; pozneje je bil imenovan še na tri taka mesta: Ss. Quirico e Giulitta (22. september 1681), S. Prassede (21. junij 1700) in S. Lorenzo in Lucina (30. april 1708).
Med 4. septembrom 1679 in 21. novembrom 1685 je bil nadškof (osebni naziv) škofije Tivoli.
Med 10. majem 1692 in decembrom 1695 je bil proprefekt Zbora Rimske kurije.